# Barbour (azienda)

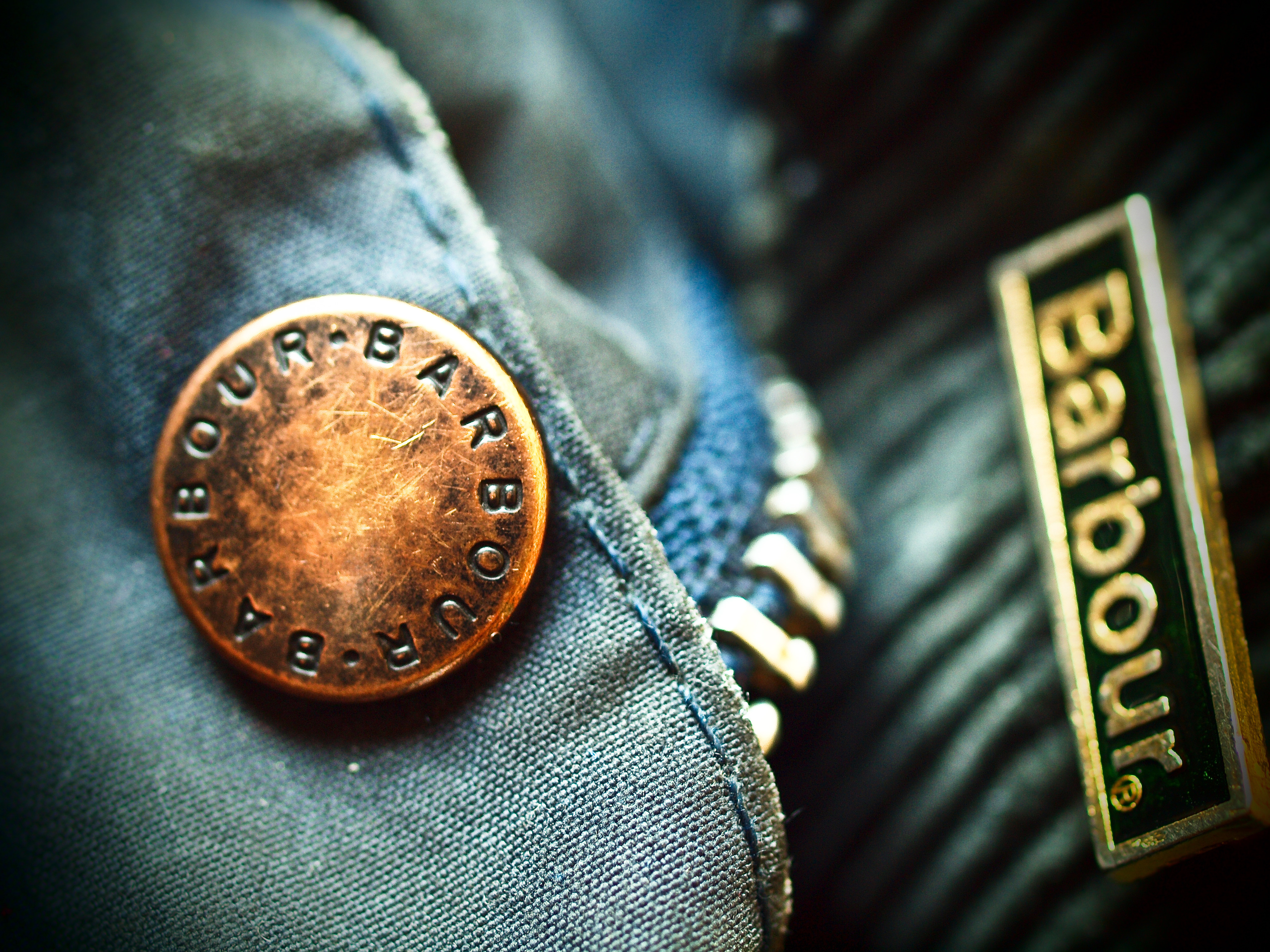
Un bottone di una giacca Barbour

Barbour è una casa di moda inglese fondata a South Shields nel 1894 per mano di John Barbour. L'azienda produce una moltitudine di capi pregiati di abbigliamento, calzature e accessori, tra i quali spiccano le giacche cerate.

## Storia
Barbour è stata fondata dal designer inglese John Barbour nel 1894 tra i mercati di South Shields. I primi prodotti messi in commercio furono le famosissime giacche impermeabili, attuali ancora oggi. Nel 2004, l'azienda (espansasi in oltre 120 paesi) passa sotto l'alleanza di Lord James Percy. Tuttavia a seguito della prematura morte dell'erede, nel 2010 il direttorato dell'azienda passa a Margaret Barbour.

## Alcune tappe
Il primo stilista dell'azienda, ideatore dello stile Barbour, fu Malcom Barbour (figlio del fondatore): nel 1919 elaborò il primo catalogo, che raggiunse ogni angolo del Regno Unito. 
Dopo la morte di John Barbour, il 17 luglio 1918 subentrò il fratello Jack, che alcuni anni dopo si dimise; divenne presidente Malcom Barbour. 
- Nel 1939 entrò in azienda anche Duncan Barbour, che disegnò una linea stilistica per motociclette. Nel 1939 Duncan andò al fronte e gli successe la moglie Nancy.
- Nel 1972 Margaret Barbour fu nominata presidente.
- Nel 1974 Barbour fu insignita del Royal Warrant dal Duca di Edimburgo.
- Nel 1981 l'azienda si spostò a Simonside.
- Nel 1989 nacque la filiale di Barbour in Germania.
- Nel 2008 Barbour vinse il premio come Best Shooting Clothing Product in occasione degli IPC Shooting Industry Awards.
- Nel 2009 Barbour vinse il premio come Best Brand of the Year.